# Serge Dassault
Pour les articles homonymes, voir Dassault et Bloch.
Serge Dassault, né Bloch le 4 avril 1925 à Paris et mort le 28 mai 2018 dans la même ville, est un ingénieur, industriel, homme d'affaires milliardaire, patron de presse et homme politique français.
Fils de Marcel Dassault, il est chef d'entreprise dans l'industrie aéronautique et de l'armement, ayant notamment été président-directeur général du groupe Dassault Aviation. Il possède l’une des plus grandes fortunes françaises.
Engagé politiquement à droite (RPR, UMP, LR), il est notamment maire de Corbeil-Essonnes de 1995 à 2009 et sénateur de l'Essonne de 2004 à 2017.
Impliqué dans plusieurs affaires judiciaires, il est condamné en Belgique avec sursis pour corruption active dans le cadre de l'affaire Agusta et mis en examen ou condamné en première instance en France dans des affaires de blanchiment d'argent et d'achat de votes, dont les instructions sont interrompues par sa mort.

## Situation personnelle

### Origines
Second fils de Marcel Dassault et de Madeleine Minckes (elle-même fille de Hirch Minckès, juif lituanien de Wilno), il a un frère aîné autiste, Claude Dassault. Descendant de Moïse Allatini, originaire de Livourne, première fortune de Salonique et troisième fortune de l'Empire ottoman, et d'une famille juive alsacienne, originaire de Fénétrange en Moselle (Lorraine), il est le neveu de Darius Paul Bloch, général d'armée, du musicien Darius Milhaud et du pilote Nissim de Camondo.
En 1946, la famille Bloch (d'origine juive) adopte le patronyme Dassault puis, en 1950, se convertit au catholicisme. Ce nom deviendra un aptonyme avec les activités dans l'industrie aéronautique.

### Seconde Guerre mondiale
Serge Dassault effectue ses études secondaires au lycée Janson-de-Sailly de 1936 à 1939, puis au lycée Carnot de Cannes en 1940.
Serge, son père et sa famille sont arrêtés par la Gestapo, en mars 1944, et transférés d'abord à la prison Montluc puis au camp de Drancy. Il est reproché à Marcel Bloch ses sympathies gaullistes et son refus que ses sociétés — la Société anonyme de constructions aéronautiques et mécaniques (SACAM), dirigée par Henri Carol, et Bordeaux-Aéronautique (BA), dirigée par Claude de Cambronne, André Curvale et Henri Deplante — apportent aux nazis leur savoir-faire, notamment sur la construction de ses avions d'observation, les Bloch MB.170 à MB.178. La famille est libérée quelques jours plus tard. Marcel Bloch est, en août 1944, déporté au camp de concentration de Buchenwald ; il est sauvé huit mois plus tard par Marcel Paul, membre de l'Organisation spéciale (OS), et par Albert Baudet, résistant breton.

### Études et formation
En 1945, il étudie en classes préparatoires au lycée Janson-de-Sailly : à l'issue de sa première année de « taupe » (mathématiques spéciales), il est admis à l'École centrale, mais pas à Polytechnique, qui est son objectif. Il décide alors de « repiquer » une année et s'inscrit, en septembre 1946, au lycée Saint-Louis qui a la réputation de mieux préparer au concours de Polytechnique qu'il passe avec succès en 1947. Il en sort 72e, choisit le corps des ingénieurs de l'armement et suit en école d'application l'École nationale supérieure de l'aéronautique et de l'espace (Sup'Aéro), dont il obtient le diplôme en 1951.
Serge Dassault est également diplômé d'HEC Paris (Executive MBA, promotion 1963).

### Vie privée et familiale
Serge Dassault épouse Nicole Raffel (1931-2019) le 5 juillet 1950,. Ils ont quatre enfants : Olivier, député de l'Oise jusqu’à sa mort dans un accident d'hélicoptère ; Laurent, chargé des investissements du groupe Dassault notamment dans la viticulture et co-gérant d'Artcurial Développement ; Thierry, spécialisé dans l'intelligence économique ; Marie-Hélène, responsable du mécénat.

### Mort et funérailles
Le 28 mai 2018, Serge Dassault succombe soudainement d'une défaillance cardiaque à son bureau au siège du groupe Dassault, sis au rond-point des Champs-Élysées-Marcel-Dassault, à Paris, à l'âge de 93 ans.

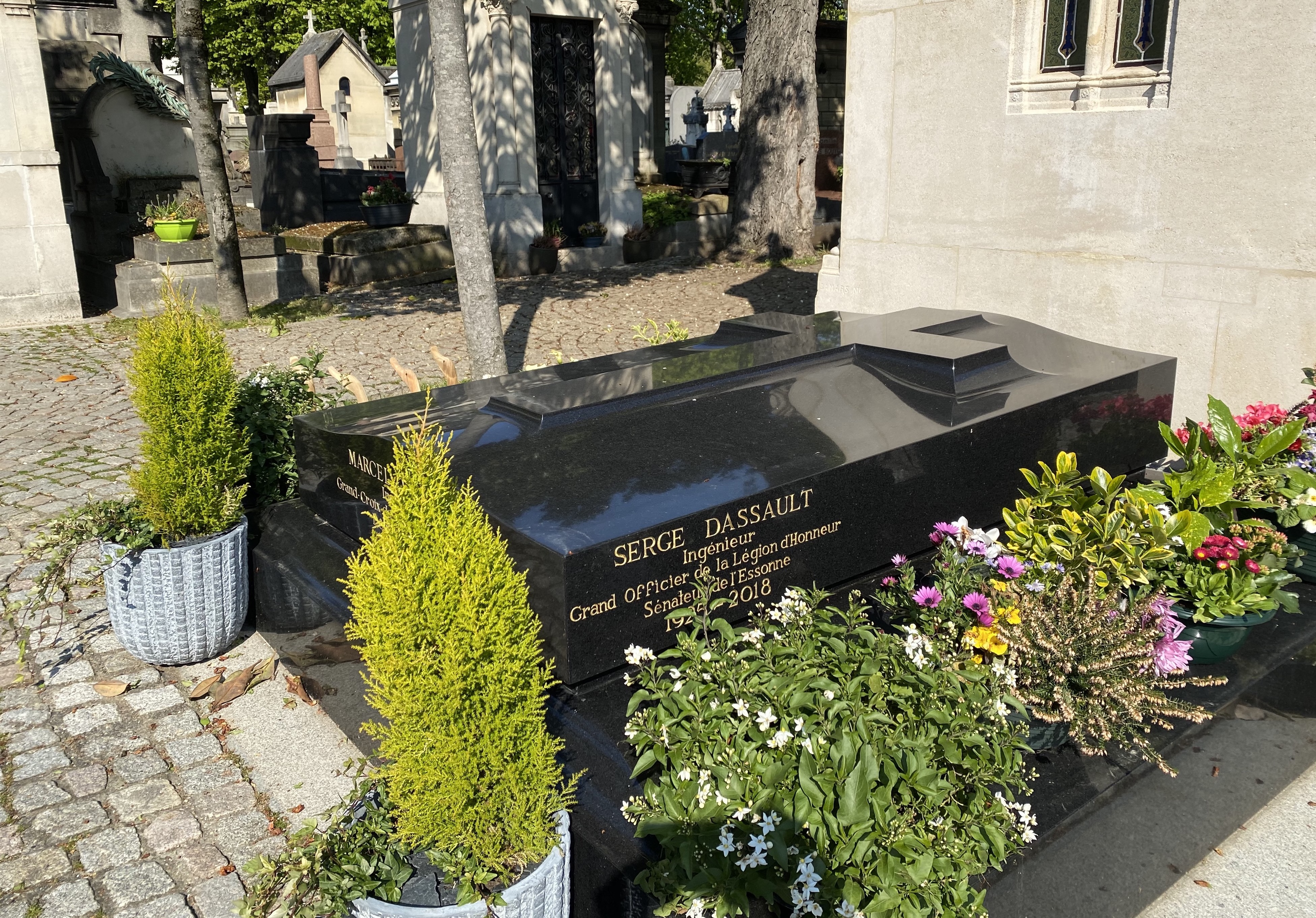
Tombe de la famille Dassault au cimetière de Passy.

Pour le président de la République, Emmanuel Macron, « La France perd un homme qui a consacré toute sa vie à développer un fleuron de l'industrie aéronautique française [en veillant] avec une attention extrême aux choix stratégiques du groupe hérité de son père ». Il est également salué par une partie de la classe politique française. Le président des Républicains, Laurent Wauquiez, salue le « grand capitaine d'industrie, à la tête d'entreprises qui font la fierté de notre pays ». Bruno Le Maire, ministre de l'Économie et des Finances, dans un communiqué officiel, affirme qu'« avec la disparition de Serge Dassault, la France perd un grand industriel » ; il dit saluer « la mémoire de cet industriel d’exception ». L'ancien Premier ministre socialiste Manuel Valls dit que « son nom, celui de son père, rayonne depuis des décennies en France et dans le monde entier » et que c'est « avec beaucoup de tristesse » qu'il a appris sa mort. L'ancien candidat du Nouveau Parti anticapitaliste à l'élection présidentielle française de 2012 et à celle de 2017, Philippe Poutou estime pour sa part que Dassault était un « délinquant » et n'éprouve « aucun regret » à l'annonce de son décès.
Ses obsèques sont célébrées le 1er juin 2018 aux Invalides en présence de personnalités comme Valéry Giscard d'Estaing, Nicolas Sarkozy, François Fillon, Manuel Valls, Laurent Wauquiez, Michèle Alliot-Marie, Valérie Pécresse, Rachida Dati, François Baroin, Patrick Balkany, Gérard Larcher, Gérard Longuet, Éric Ciotti, Christian Jacob, Laurence Parisot et Pierre Gattaz. Le cercueil couvert d'une étoffe violette est porté par des militaires de l'Armée de l'air, de la Marine et de l'École polytechnique. Les honneurs militaires lui sont rendus ; le Premier ministre, Édouard Philippe, lui rend hommage, tout comme sa fille Marie-Hélène. Serge Dassault est ensuite inhumé dans le cimetière de Passy, aux côtés de son père.

## Carrière professionnelle

### Dans l'industrie
En 1951, à sa sortie de Sup'Aéro, il entre à « Générale aéronautique Marcel Dassault », comme ingénieur, au bureau d'études des avions de série.

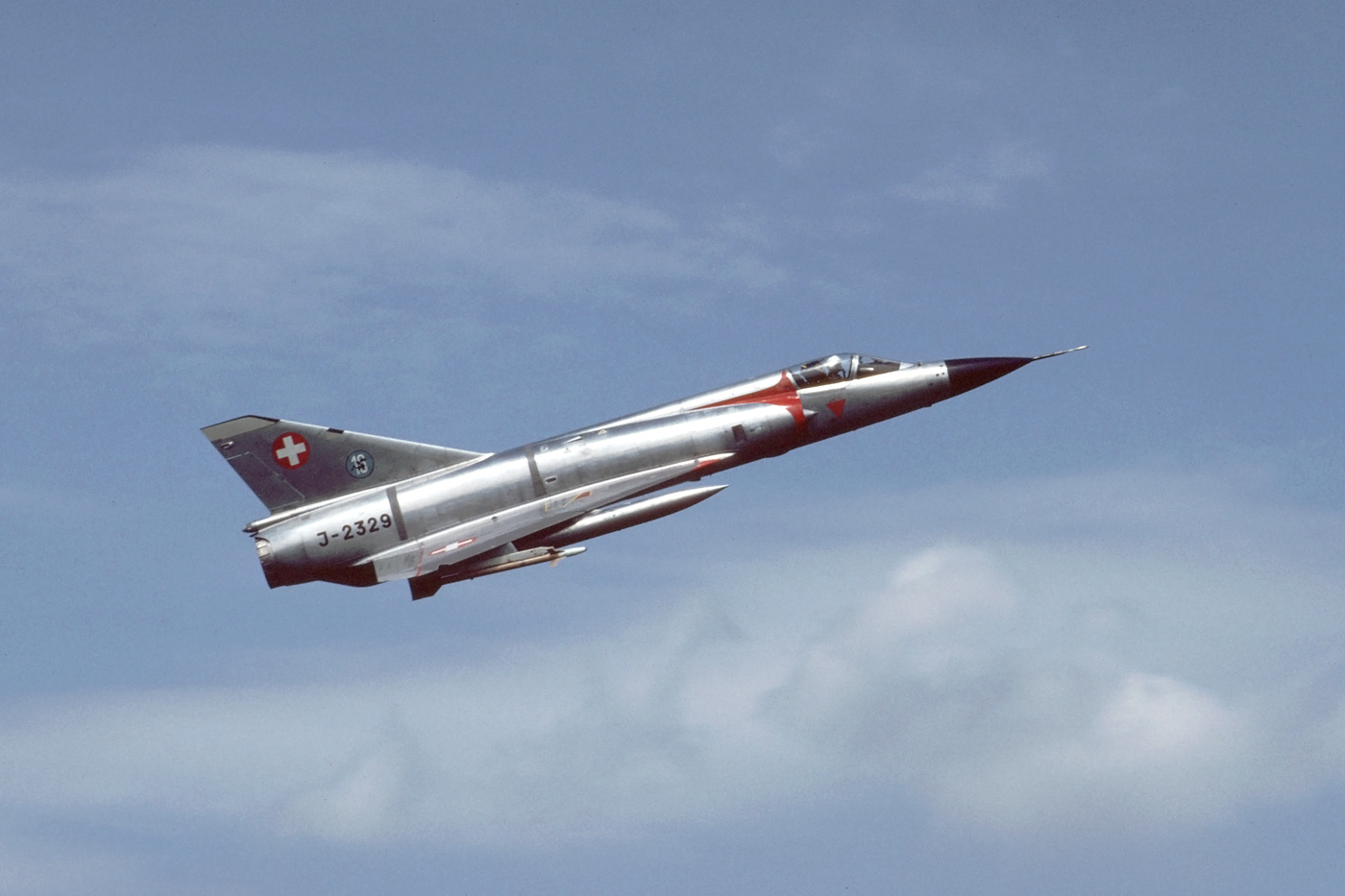
Mirage III de l'armée de l'air suisse.

En 1954, il participe, en tant qu'ingénieur d'essai à la mise au point de prototypes et est nommé, un an plus tard, directeur des essais en vol, supervisant notamment les essais des Super-Mystère, Étendard, Mirage III et IV. En 1960, muté à la direction des exportations, il négocie la vente de Mirage III à l'Australie et à la Suisse et lance, en 1962, le Mystère 20 — premier avion d'affaires de la famille Falcon — à l'exposition de la National Business Aviation Association de Pittsburgh. En 1963, il est nommé directeur général adjoint de l'Électronique Marcel Dassault dont il devient président-directeur général en 1967 et qui est renommée Électronique Serge Dassault en 1982.
Après plusieurs fonctions de direction dans le groupe, il est nommé, en 1987, à la suite de la mort de son père, président-directeur général de Dassault Industries, devenue depuis, le Groupe Dassault. La succession n'est pas évidente, car Serge Dassault ne jouit pas du même prestige que son père. Il n'était pas le fils préféré de son père pour sa succession. Le ministre de la Défense, André Giraud, fait ouvertement opposition à ce schéma successoral, souhaitant transformer au profit de l’État les statuts du groupe qui s’appelait alors Dassault-Breguet. Le ministre de la Défense donne donc consigne aux 6 représentants de l’État siégeant au conseil d'administration (composé de 12 administrateurs) de ne pas voter en faveur de Serge Dassault. À la stupéfaction, ce dernier est néanmoins élu, le 29 octobre 1986, président du groupe lors d'une élection à bulletins secrets, un des représentants de l'État ayant voté dans le sens contraire sur demande expresse du président de la République, François Mitterrand, qui avait été convaincu dans ce sens par le général Pierre de Bénouville (ami le plus intime du père de Serge Dassault, mais toujours resté complice de François Mitterrand, qu'il connut enfant chez les jésuites d’Angoulême).

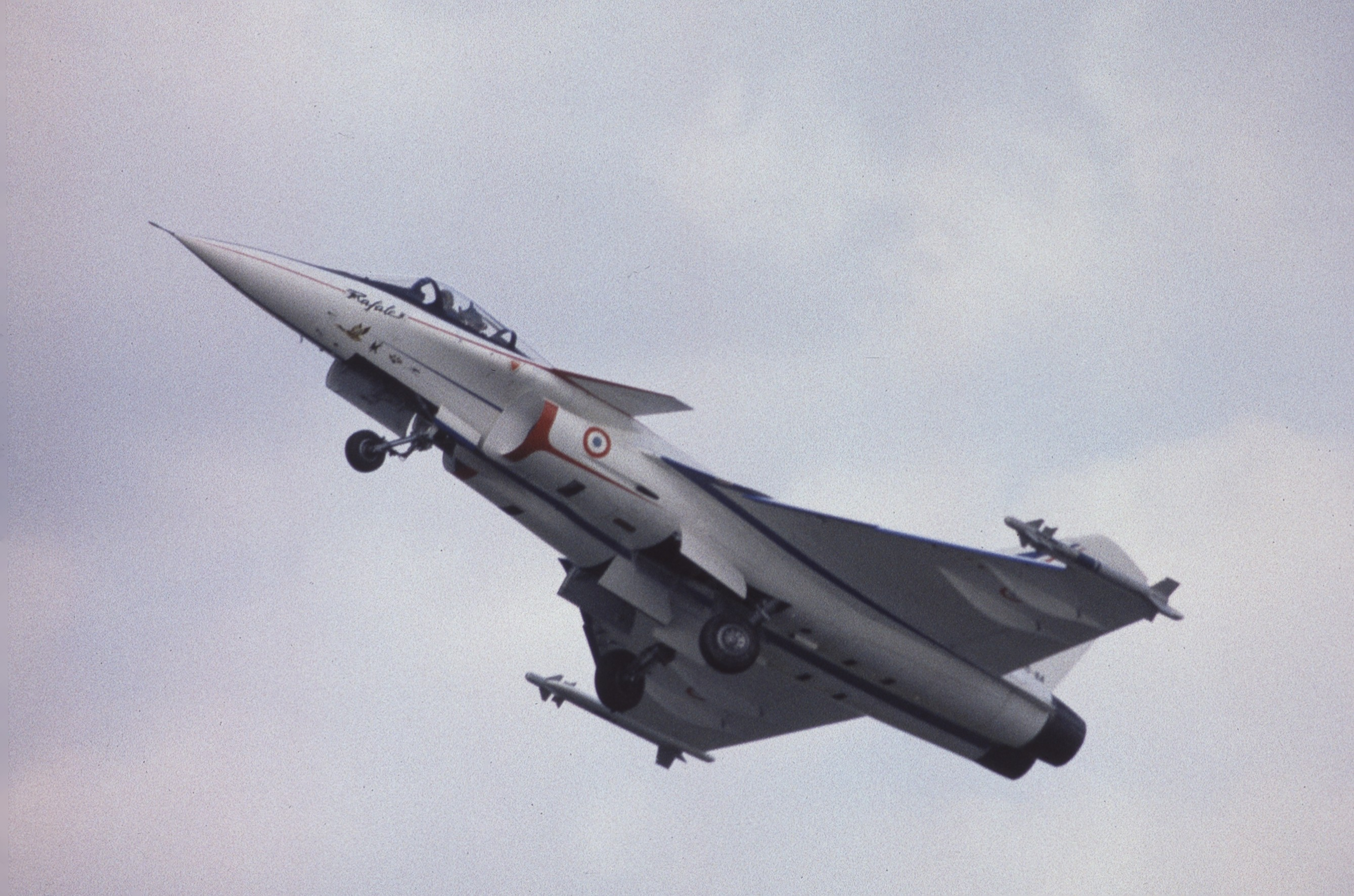
Dassault Rafale A A01 démonstrateur.

Il mène un long lobbying pour sauvegarder le financement du projet du nouveau chasseur multirôle Rafale, dont le développement est régulièrement remis en cause par les différents gouvernements successifs. Il arrive même de haute lutte à convaincre que la Marine nationale renonce à acheter des avions américains F-18 au profit du Rafale M pour équiper son futur porte-avions Charles-de-Gaulle.
En 1995-1996, alors que le Rafale — dont le démonstrateur a fait son premier vol en 1986 — peine à s'exporter, le Premier ministre, Alain Juppé, envisage d'unir l'avionneur Dassault avec Aérospatiale et le groupe britannique BAE. Serge Dassault soutenu par son personnel, lutte contre le projet de fusion pour préserver l'indépendance du groupe. L'échec de la droite aux élections législatives qui suivent la dissolution de l'Assemblée nationale, en 1997, met fin à ce projet,.
Il mène la diversification du groupe vers les avions civils (Falcon), pour que le groupe soit moins dépendant des commandes militaires.
En 2000, atteint par la limite d'âge prévue dans les statuts de l'entreprise, il devient président d'honneur de Dassault Aviation. Le 27 juin 2014, il choisit Charles Edelstenne pour lui succéder à la tête du groupe.

#### Diversification
De 1986 à 2018, Dassault a notamment produit :
- aviation militaire :

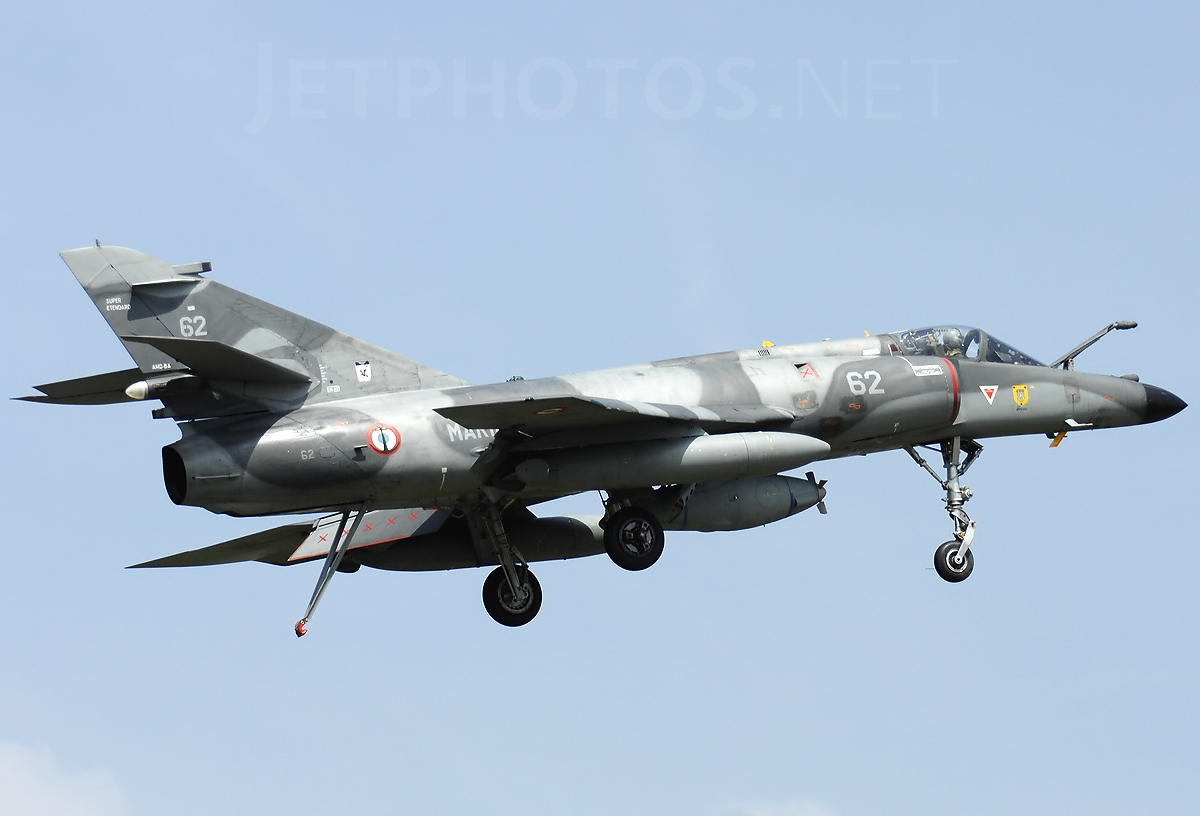
Super étendard
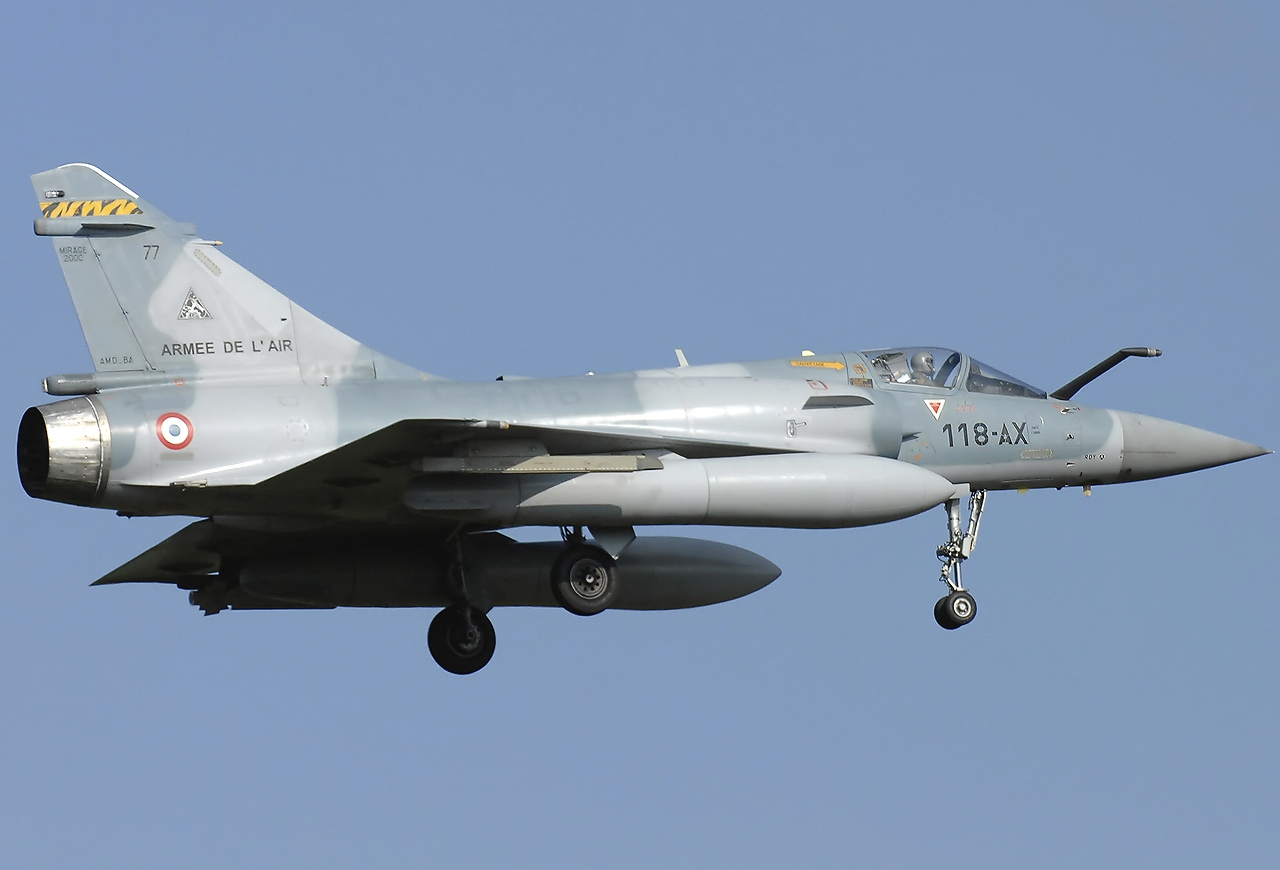
Dassault Mirage 2000-5
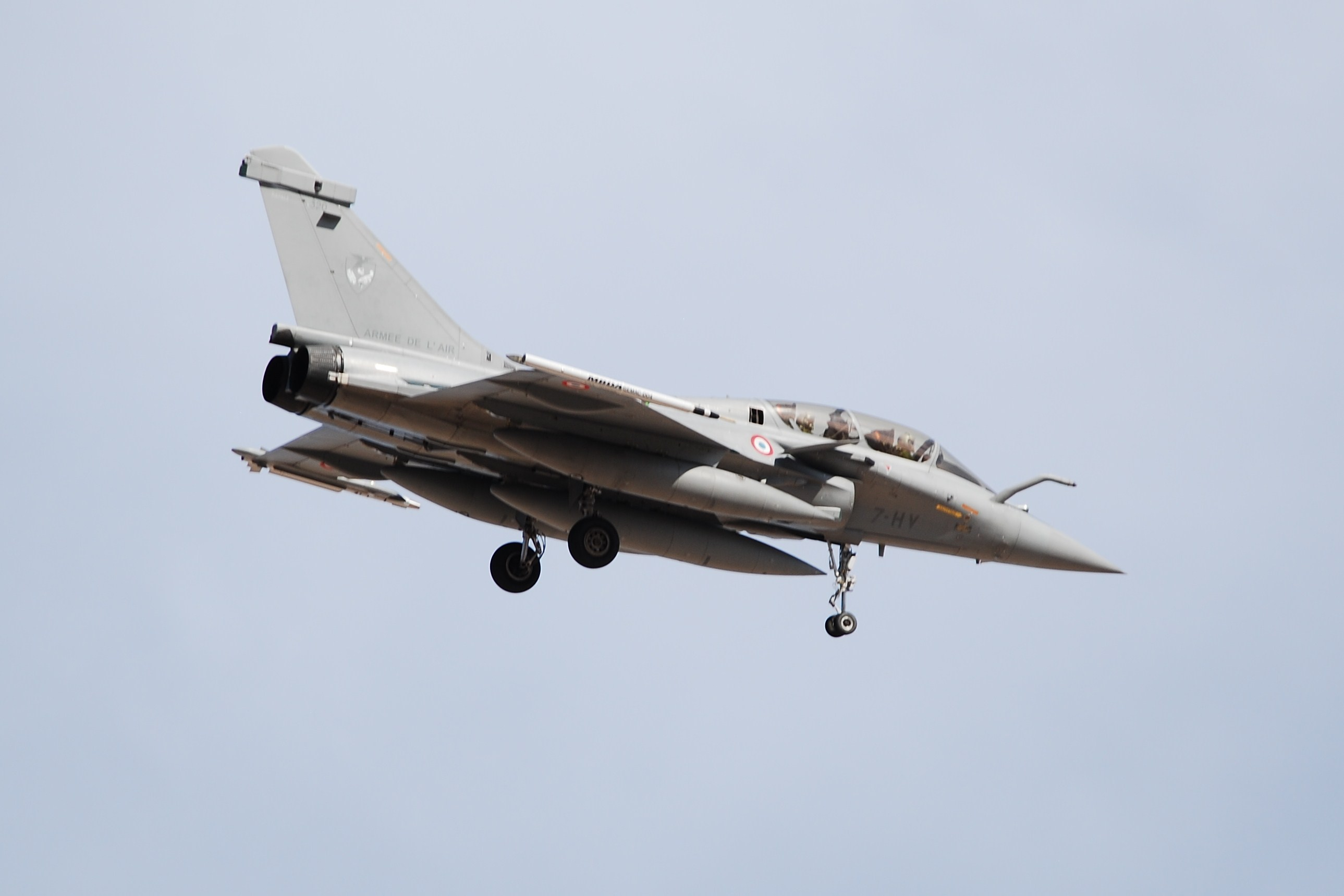
Rafale

- aviation civile :

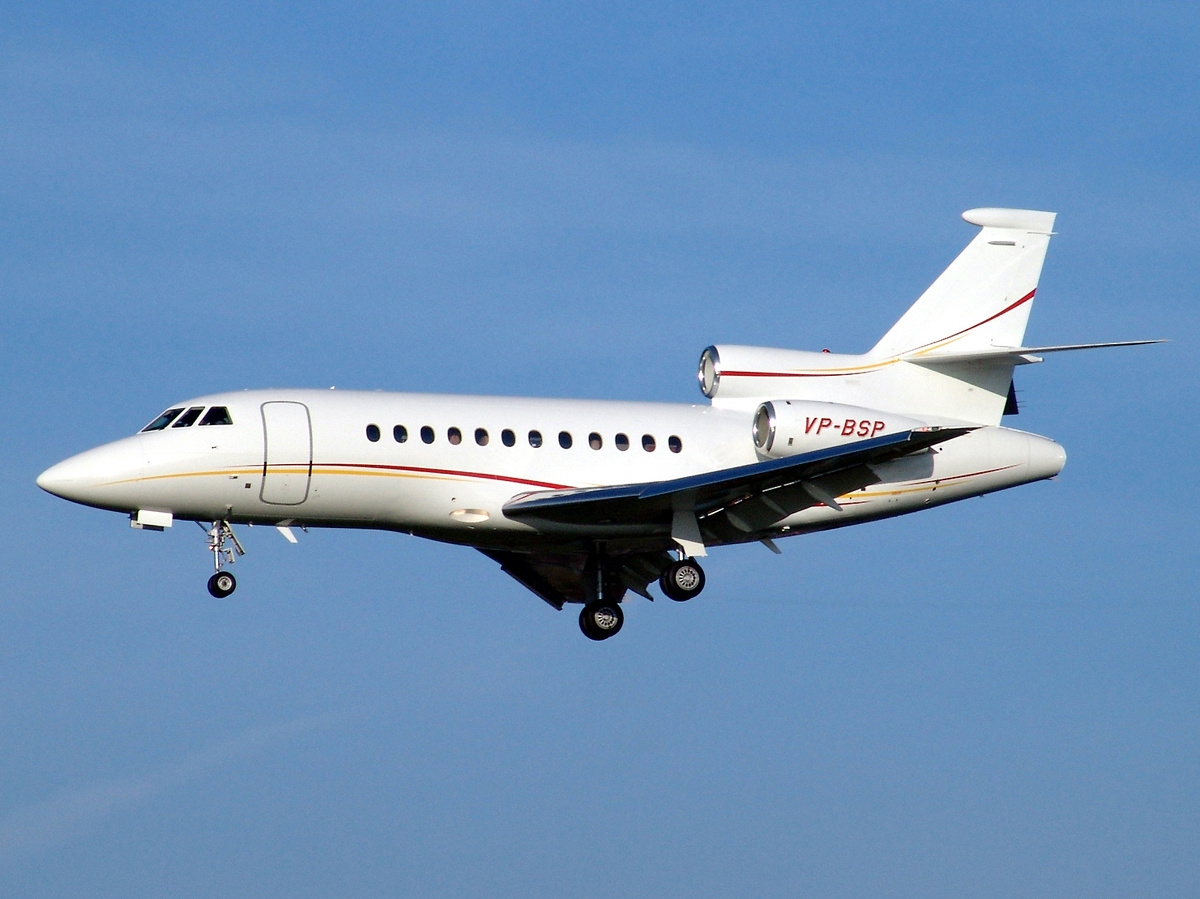
Falcon 900EX
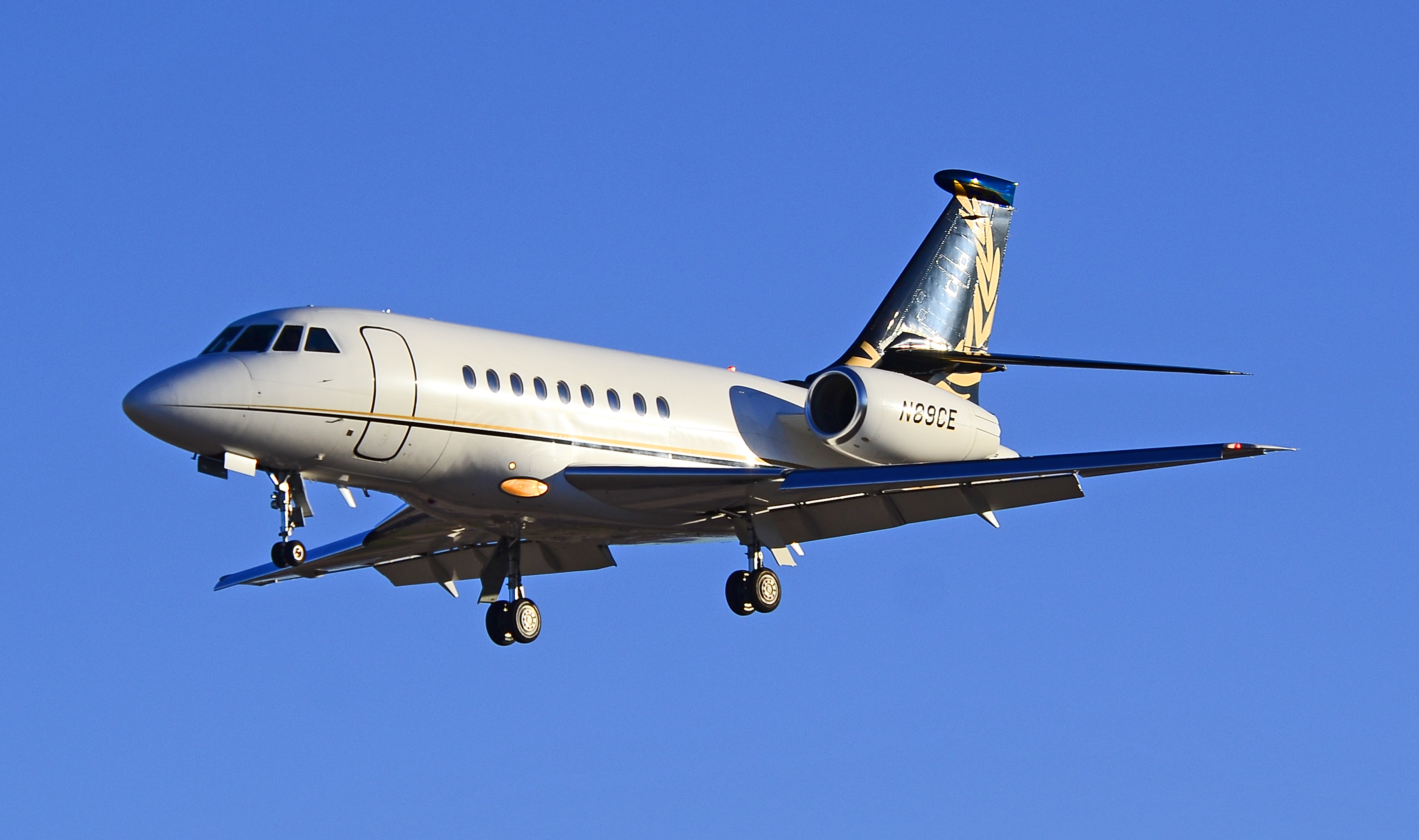
Falcon 2000EX
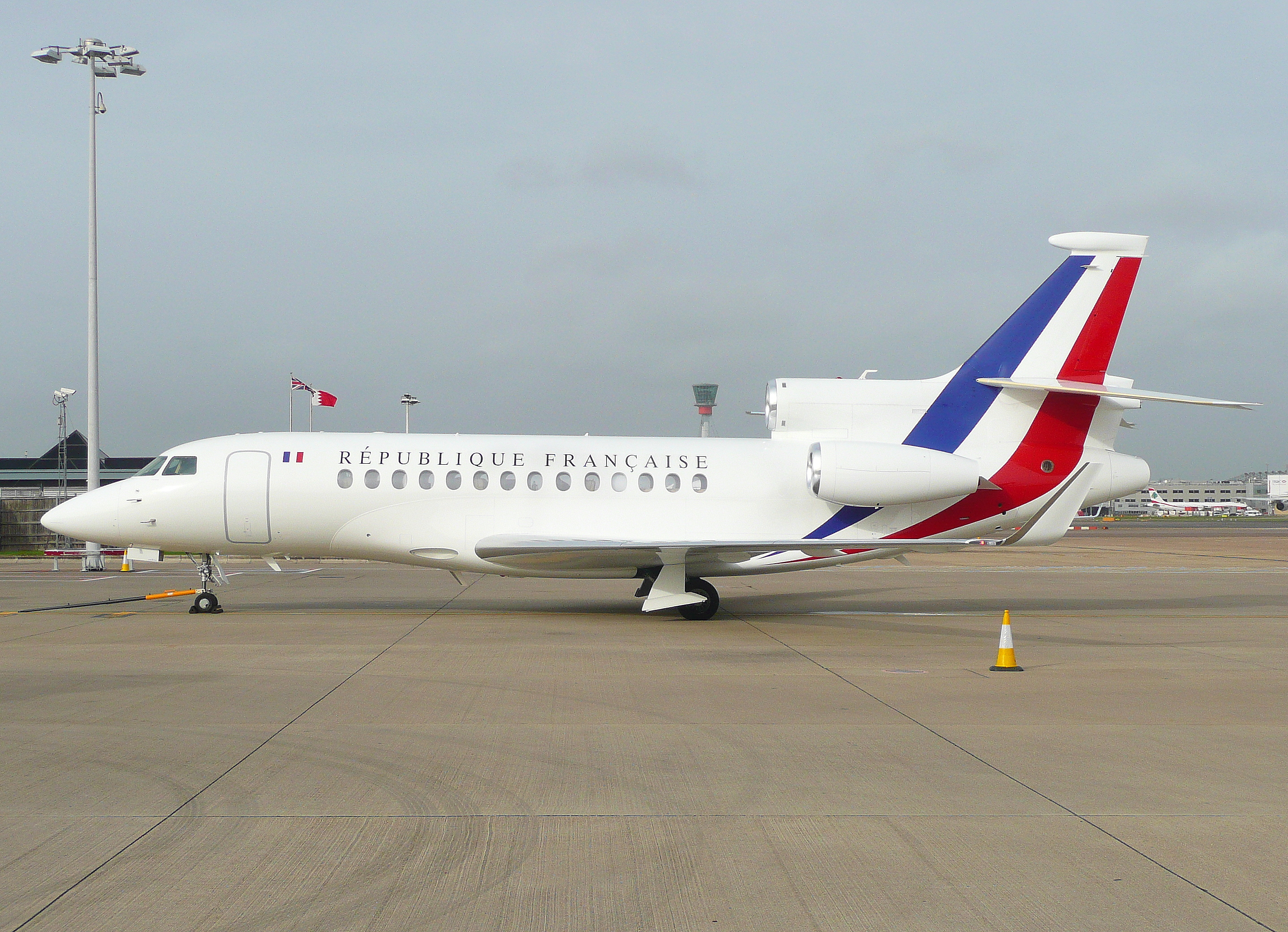
Falcon 7DX

### Patron de presse

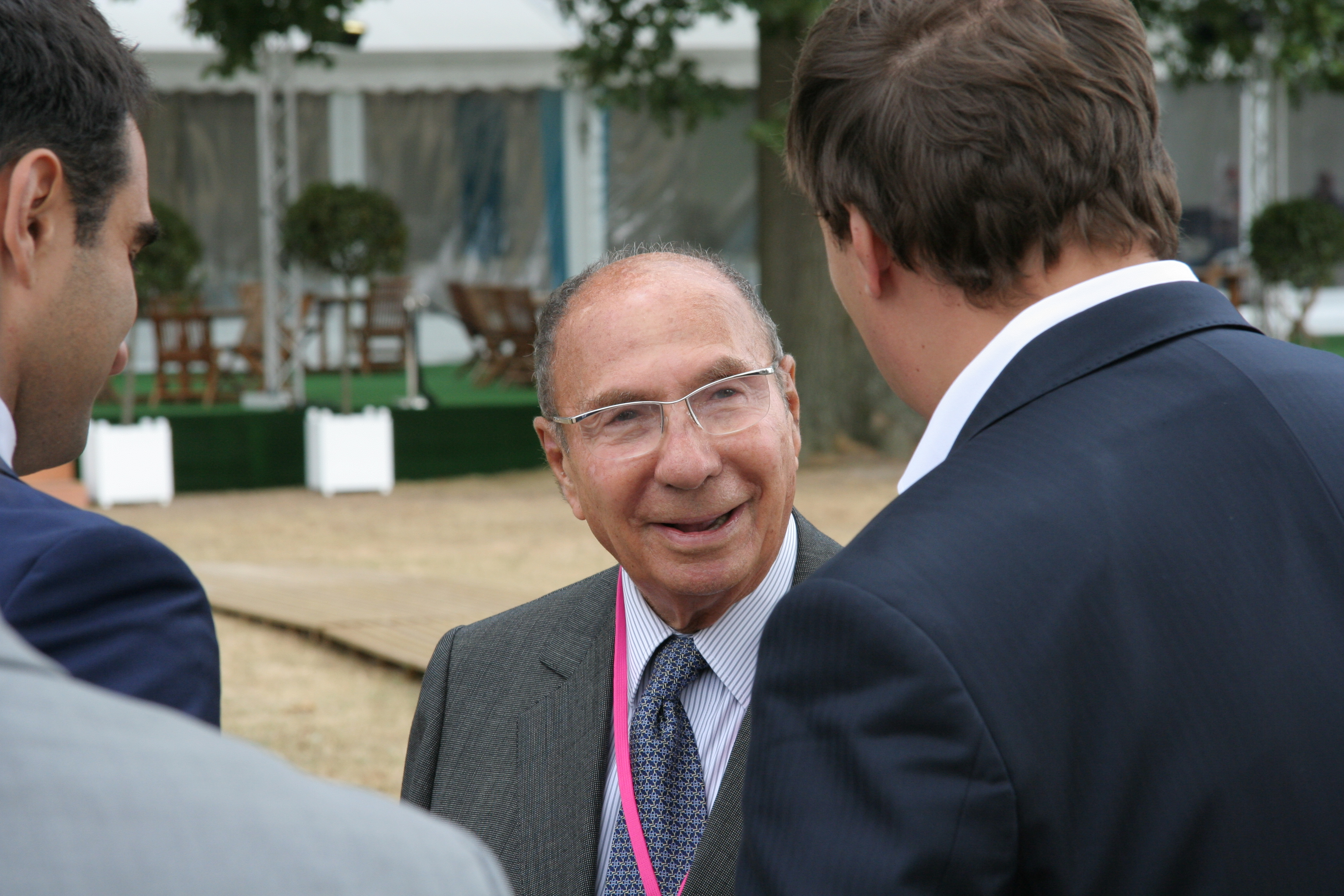
Serge Dassault à l'université d'été du Mouvement des entreprises de France (2009).

Serge Dassault suit l'exemple de son père, éditeur en son temps de Jours de France.
Le 8 juillet 2004, il devient président de la Socpresse, groupe publiant Le Figaro et les magazines du groupe Express-Roularta qui ont depuis changé de propriétaire. À ce titre, il devient l'actionnaire principal du Football Club de Nantes jusqu'à l'été 2007 et la relégation du club en Ligue 2 ; il revend le club à l'homme d'affaires franco-polonais Waldemar Kita pour une somme estimée de 8 à 10 millions d'euros.
Il refuse que son journal publie, en août 2004, un entretien avec Andrew Wang dans le cadre de l'affaire des frégates de Taïwan (l'entretien est finalement publié par Le Point du 9 septembre 2004). À la suite de ses propos sur la subordination du journal à son propriétaire, des troubles surgissent pendant quelques mois au sein de la rédaction. En octobre 2008, le journal Le Monde rapporte des témoignages de journalistes du Figaro qui se plaignent de la pression exercée par Serge Dassault sur la rédaction.
Le 20 avril 2017, à trois jours du premier tour de l'élection présidentielle, Nicolas Dupont-Aignan, qui fait partie des candidats, affirme avoir reçu des SMS de Serge Dassault lui demandant de retirer sa candidature au profit de François Fillon,,. L'échange de SMS entre les deux hommes n'a pas été démenti,,. Cependant, les journalistes du Figaro publient un communiqué dans lequel ils « démentent formellement qu'instruction leur a été donnée de censurer ce candidat ». Le journal Le Monde estime cependant que « si les citations de M. Dupont-Aignan ne sont pas rares, elles ont été relativement peu fréquentes dans les parties les plus visibles du quotidien ». Un journaliste du Figaro rétorque que cela correspond au poids politique de Nicolas Dupont-Aignan.

### Fortune
La valorisation du groupe est, en 2018, dix fois celle de 1986. L'ensemble du groupe est constitué de Dassault Aviation, Dassault Systèmes, Dassault Falcon Service et d'une participation dans Thales. S'ajoutent au patrimoine : Le Figaro, l'Immobilière Dassault, le vignoble Château Dassault, la maison de vente aux enchères Artcurial, ainsi que diverses autres participations dans plusieurs entreprises.
En 2015, selon le journal français Challenges et d'après sa déclaration de patrimoine, Serge Dassault est la 5e fortune de France avec une fortune estimée à plus de 17,5 milliards d'euros.
En 2018, Forbes estime sa fortune à 19 milliards d'euros, ce qui le classe 4e parmi les milliardaires français.

## Parcours politique

### 1974-1983: débuts
Issu d'une famille proche de celle de Jacques Chirac, il adhère au Centre national des indépendants et paysans en janvier 1974. Il se présente aux élections municipales de 1977 à Corbeil-Essonnes face au député-maire sortant, Roger Combrisson. Dans cette ville communiste de longue date, ce dernier est confortablement réélu au premier tour. Malgré cet échec, Serge Dassault décide de se présenter aux élections législatives de 1978, mais il est battu de peu par Combrisson. De nouveau candidat en 1981, il essuie un nouvel échec, le socialiste Michel Berson étant élu député de la 1re circonscription de l'Essonne.

### 1983-1995: premiers mandats locaux
Il obtient son premier mandat aux élections municipales de 1983 où la liste de droite qu'il conduit obtient 47 % et neuf sièges au conseil de Corbeil-Essonnes. Ayant tenté sans succès de conquérir un siège de conseiller général en 1985 et de député en 1986, il est élu conseiller régional avec le scrutin proportionnel, le 16 mars 1986. Le mois suivant, il rejoint le RPR et annonce la mise en sommeil de son « Parti libéral ».
En 1988, il remporte de justesse les élections cantonales dans le canton de Corbeil-Essonnes-Est face à la sortante communiste. Il décide alors de briguer une troisième fois la mairie de Corbeil. Après une campagne active, il subit une nouvelle défaite, plus sévère, et démissionne du mandat de conseiller municipal. Après avoir envisagé de se retirer de la vie politique, il est réélu au conseil régional d'Île-de-France en 1992 et au conseil général en 1994.

### 1995-2009: maire de Corbeil-Essonnes

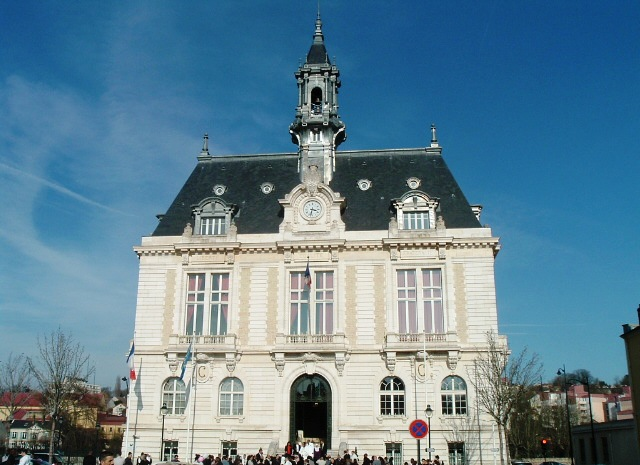
L'hôtel de ville de Corbeil-Essonnes.

Dix-huit ans après sa première candidature, Serge Dassault se présente aux élections municipales de 1995, cette fois à la tête d'une liste d'union de la droite allant du CNI à Génération écologie. Il exclut de sa liste trois membres ou proches du Front national (dont Charles Lelièvre) : s'il affirme qu'il ignorait leur engagement, Libération indique de son côté que « c'est bien plutôt le RPR parisien qui a tapé du poing sur la table ». Avec plus de 55 % des voix, sa liste l'emporte et il est élu maire de Corbeil-Essonnes par le conseil le 24 juin ; il abandonne alors son mandat au conseil régional d'Île-de-France. Durant son premier mandat municipal, il engage de grandes opérations immobilières, telles que la construction de 400 logements en bord de Seine. Sa liste l'ayant emporté au premier tour le 11 mars 2001, il est réélu maire. Candidat aux élections législatives de 2002 dans la 1re circonscription de l'Essonne, il est battu par le socialiste Manuel Valls qui recueille 52,97 % des suffrages.
Reconduit comme maire en mars 2008, sa réélection est contestée par l'opposition qui soutient que des habitants auraient reçu des sommes d'argent de la part de la municipalité sortante en échange de leurs votes.
Le 8 juin 2009, le Conseil d'État invalide le scrutin municipal de Corbeil-Essonnes pour irrégularités des comptes de campagne des listes de Serge Dassault et de son adversaire communiste et prononce leur inéligibilité pour un an au mandat municipal. Il est reproché à Serge Dassault d'avoir fait des dons d'argent « de nature à altérer la sincérité du scrutin » à destination d'habitants pendant la campagne. Saisi de deux recours de la part de Serge Dassault, l'un en révision de la décision et l'autre en rectification d'erreur matérielle, le Conseil d'État confirme sa décision le 7 septembre 2009.
Le 4 octobre suivant, Jean-Pierre Bechter, candidat UMP, remporte l'élection municipale partielle de Corbeil-Essonnes et précise que Serge Dassault continuera à jouer un rôle prépondérant dans la gestion dans la ville, déclarant « il fera tout et je ferai le reste ». Après une nouvelle annulation de cette élection quelques mois plus tard, Serge Dassault annonce qu'il ne conduira pas la liste UMP.

### 2004-2017: sénateur et doyen d'âge du Sénat

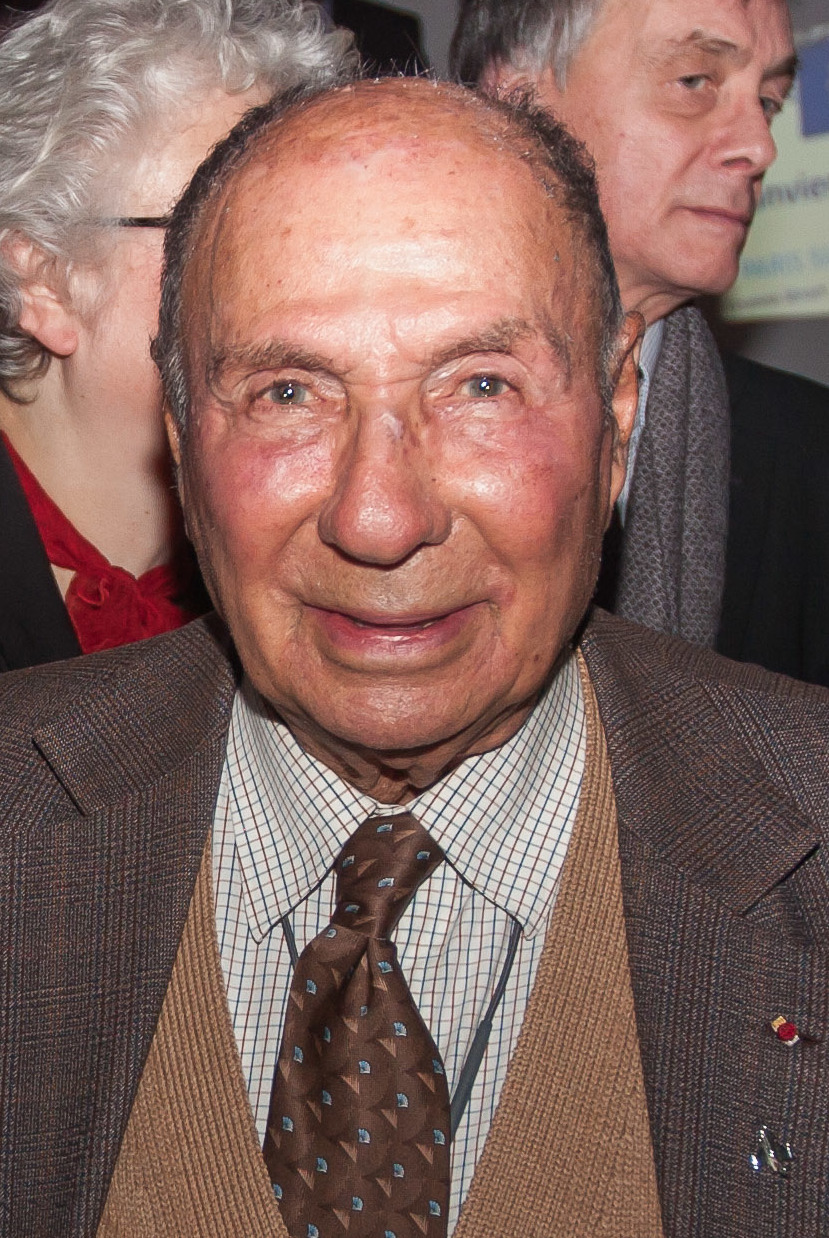
Serge Dassault en 2016.

En 2004, il brigue un mandat de sénateur sous l'étiquette UMP. Malgré la dispersion des voix à droite, il conquiert son premier mandat national, le 26 septembre 2004, à 79 ans. Trois mois après, le Conseil constitutionnel, saisi par le bureau du Sénat, juge le mandat compatible avec la direction du Groupe Dassault, Serge Dassault n'étant pas considéré comme un dirigeant de Dassault Aviation, filiale de la holding Dassault. Après son élection au Sénat, il démissionne du conseil général de l'Essonne.
Après les élections sénatoriales de 2008, Serge Dassault devient doyen d'âge du Sénat, à 83 ans. À ce titre, il préside à l'élection du président, le 1er octobre 2008.
À l'été 2010, il annonce qu'il déposera au Sénat une proposition de loi visant à rendre la majorité pénale applicable à l'âge de 16 ans et non plus à 18 estimant qu'« aujourd'hui, ce sont les jeunes de 16 à 18 ans qui commettent le plus d'agressions sachant être protégés par la loi ». Le 10 novembre 2010, il devient, en remplacement d'Alain Lambert, vice-président de la commission des finances du Sénat, fonction qu'il assure jusqu'aux élections sénatoriales de 2011, à l'issue desquelles il est réélu sénateur. Il dépose, le 27 mai 2013 au Sénat, une proposition de loi visant à réduire les charges sur salaires pour les entreprises. Cette proposition consiste à réduire de plus de moitié ces charges en transférant les charges maladie, famille, CSG, sur les frais généraux. Elle ne s’applique qu’aux entreprises marchandes, non aux administrations. Sa proposition obtient le soutien de 40 sénateurs.
Il soutient Nicolas Sarkozy pour la primaire française de la droite et du centre de 2016.
À la suite de la mort de Paul Vergès en novembre 2016, il redevient doyen du Sénat. Après avoir songé à se représenter, Serge Dassault annonce le 19 juillet 2017 qu’il ne se représentera pas aux élections sénatoriales de septembre suivant.

### 2015-2018: conseiller départemental de l'Essonne
Le 28 septembre 2015, Serge Dassault remplace Jean-Pierre Bechter, démissionnaire, au conseil départemental de l'Essonne. Il est ensuite élu président de la commission des finances du département et se montre un des élus les plus assidus de l'assemblée.

## Fondation
Serge Dassault a créé, en 1991, la fondation Serge-Dassault afin de venir en aide à la fois aux personnes adultes en situation de handicap et à la recherche médicale. Elle a été reconnue d'utilité publique par un décret du 16 février 1993.

## Prises de positions
En 1997, pour avoir voté contre le Pacte civil de solidarité, Serge Dassault est catalogué par le site d'information IBnews « député anti-gays ». Le 6 novembre 2012, sur France Culture, il affirme que l'homosexualité en Grèce antique est « une des raisons de sa décadence » et que la légalisation du mariage homosexuel empêcherait le renouvellement de la population, : « Il n’y a plus de renouvellement de la population, à quoi ça rime ? On va avoir un pays d’homos. Et [sic] bien alors dans dix ans il n’y a plus personne. C’est stupide ».
Il a expliqué que les journaux doivent diffuser des « idées saines », car « nous sommes en train de crever à cause des idées de gauche ». « J'espère que vous allez cesser de former des journalistes de gauche ! » avait lancé Serge Dassault, nouveau patron de la Socpresse (70 titres), à des responsables du Centre de formation des journalistes.
Le 19 juin 2008, il juge « anormal » d'aider les chômeurs, « des gens qui ne veulent pas travailler »,. Dans une émission diffusée sur i>Télé, en juillet 2008, il exprime son admiration pour l'organisation chinoise du travail, se désole de l'existence des grèves et des syndicats et soutient une plus grande flexibilité pour les entreprises.

## Affaires judiciaires
En janvier 1991, il est condamné à vingt mille francs d'amende, et à verser trois mille francs de dommages et intérêts à la section CGT de dix établissements de la société Avions Marcel-Dassault-Breguet aviation, pour entrave au fonctionnement du comité d'entreprise.
Le 21 avril 1997, le tribunal de police de Rambouillet condamne Serge Dassault à dix mille francs d'amende, à verser un total de dix mille francs supplémentaires à cinq associations, à une année de suspension de son permis de chasse et à la confiscation de son véhicule 4×4 surmonté d'une tourelle capitonnée, pour chasse à l'aide d'un moyen prohibé. Toujours en 1997, Serge Dassault obtient la saisie, après trois jours de vente, du premier numéro de Marianne le présentant comme « l'empereur tricolore de la corruption ».

### Condamnation pour corruption
En 1998, il est condamné, en Belgique, à deux ans de prison avec sursis pour corruption active dans le cadre de l'affaire Agusta.

### Mise en examen pour achats de votes
En 2010, l’organisme Tracfin alerte de mouvements de fonds suspects lors des élections municipales à Corbeil-Essonnes en 2008, 2009 et 2010, marquées par la victoire de Serge Dassault puis de Jean-Pierre Bechter. Les élections de 2008 sont annulées par le Conseil d’État en juin 2009 pour « dons d’argent » et Serge Dassault est déclaré inéligible pour un an ; les élections suivantes, remportées par la liste Bechter, sont également annulées, en septembre 2010.
Le site Mediapart publie en septembre 2013 des enregistrements audio dans lesquels, selon les auteurs de l'article, Serge Dassault reconnaît avoir payé 1,7 million d'euros pour assurer la victoire de Jean-Pierre Bechter aux municipales de 2010. Les avocats de l'industriel déclarent qu'il s'agissait de sommes versées « en dehors de toute démarche électorale ». En décembre 2013, Serge Dassault affirme au JDD avoir versé 1,2 million « pour avoir la paix au Liban » et deux millions d'euros « pour des investissements en Algérie »,.
Le 12 février 2014, après deux refus, le bureau du Sénat lève finalement l’immunité parlementaire de Serge Dassault. Le 10 avril 2014, celui-ci est mis en examen par les juges d'instruction du pôle financier pour « achat de votes », « complicité de financement illicite de campagne électorale » et « financement de campagne électorale en dépassement du plafond autorisé ». Cette mise en examen fait suite à celles de Jean-Pierre Bechter, Cristela de Oliveira (adjointe de Jean-Pierre Bechter), Jacques Lebigre (cadre local de l'UMP), et deux intermédiaires présumés du « système Dassault », Younès Bounouara (qui s'est rendu à la justice après une cavale de 9 mois, et a été écroué à la prison de la Santé) et Mamadou Kébé. En 2016, un de ses partisans, Younès Bounouara, est condamné en première instance à 15 ans de réclusion criminelle pour une tentative d'assassinat sur le boxeur Fatah Hou et l'ancien braqueur René Andrieu, père des rappeurs du groupe PNL, tentative liée à ces soupçons de corruption électorale,.
L’action publique contre Serge Dassault s’éteint avec sa mort.

### Affaire de blanchiment d'argent
En février 2017, Serge Dassault est condamné à deux millions d'euros d'amende et à cinq ans d'inéligibilité pour « blanchiment », après avoir caché à l'administration fiscale plusieurs millions à l'étranger pendant quinze ans.
Le Parquet national financier avait requis une peine d'emprisonnement avec sursis pour un élu qui « a piétiné toutes les lois qu'il a votées sur le thème de la fiscalité » et « trahi son mandat ». Tout en considérant que « l'ampleur de la fraude et sa durée » (des dizaines de millions d'euros cachés à l'étranger pendant 15 ans) justifierait « une peine d'emprisonnement ferme », le tribunal a choisi de se montrer accommodant du fait « du grand âge » de l'accusé.
Il se pourvoie appel, toutefois son décès intervient avant tout jugement définitif.

## Distinctions et hommages

### Décorations
- Grand officier de la Légion d'honneur (2004)[88] ; commandeur (1992)
- Médaille de l'Aéronautique[89]
- Officier de l'ordre du Mérite ivoirien[90]

### Hommages
En 2017, à Corbeil-Essonnes, le boulevard Jean-Jaurès est renommée avenue Serge-Dassault, ce qui suscite des critiques à gauche.

## Ouvrages
- J'ai choisi la vérité, Paris, Plon, 1983, 188 p. (ISBN 2-259-01097-0).
- Un projet pour la France : avec le libéralisme participatif, Paris, Valmonde, 2001, 197 p. (ISBN 2-911468-72-4).